# Dipodomys elator
Dipodomys elator és una espècie de mamífer rosegador de la família dels heteròmids. És endèmica dels Estats Units (Oklahoma i Texas). Es tracta d'un animal nocturn que s'alimenta de llavors, vegetació i insectes. El seu hàbitat natural són les zones d'herba curta amb seccions de terreny nu, sovint d'alt contingut en argila. Està amenaçada per la transformació del seu entorn per a usos agrícoles i urbans.